# Юридичний словник Блека
Юридичний словник Блека або «Блекс» (англ. Black's Law Dictionary) (видається в США англійською мовою) традиційно вважається авторитетним юридичним словником в області права США. Він був заснований Генрі Кемпбеллом Блеком (англ. Henry Campbell Black). У багатьох судових справах, що розбиралися Верховним судом США, на нього посилалися як на вторинне джерело права. Останнє видання, включаючи короткий і кишеньковий варіанти, є корисною відправною точкою для не-юристів або учнів, коли їм зустрічається зовсім незнайомий юридичний термін. Це найкращий довідковий матеріал для визначень в довідках по справі і висновках суду.

## Історія видань
Перше видання словника було опубліковано в 1891 році, а друге — в 1910 році. У шостому і всіх попередніх виданнях книги наводилися цитати з судових справ щодо процитованого терміна, які низка юристів вважали найкориснішою функцією словника. Інтернет значно полегшив знаходження юридичної інформації, тому в сьомому виданні (1999) словника було прибрано багато цитат судових рішень на рівні штату або судового округу, а також тих що втратили своє значення і скасовані. У восьмому виданні вперше з'явилася система постійно оновлюваних цитат судових рішень і перехресних посилань на юридичні енциклопедії. Влітку 2009 року вийшло дев'яте видання словника.
Оскільки багато юридичних термінів походять з латинської мови, в словнику наводяться правила вимови таких термінів. Крім того, у відповідних словникових статтях наведена транскрипція.